# Sophia Duleep Singh

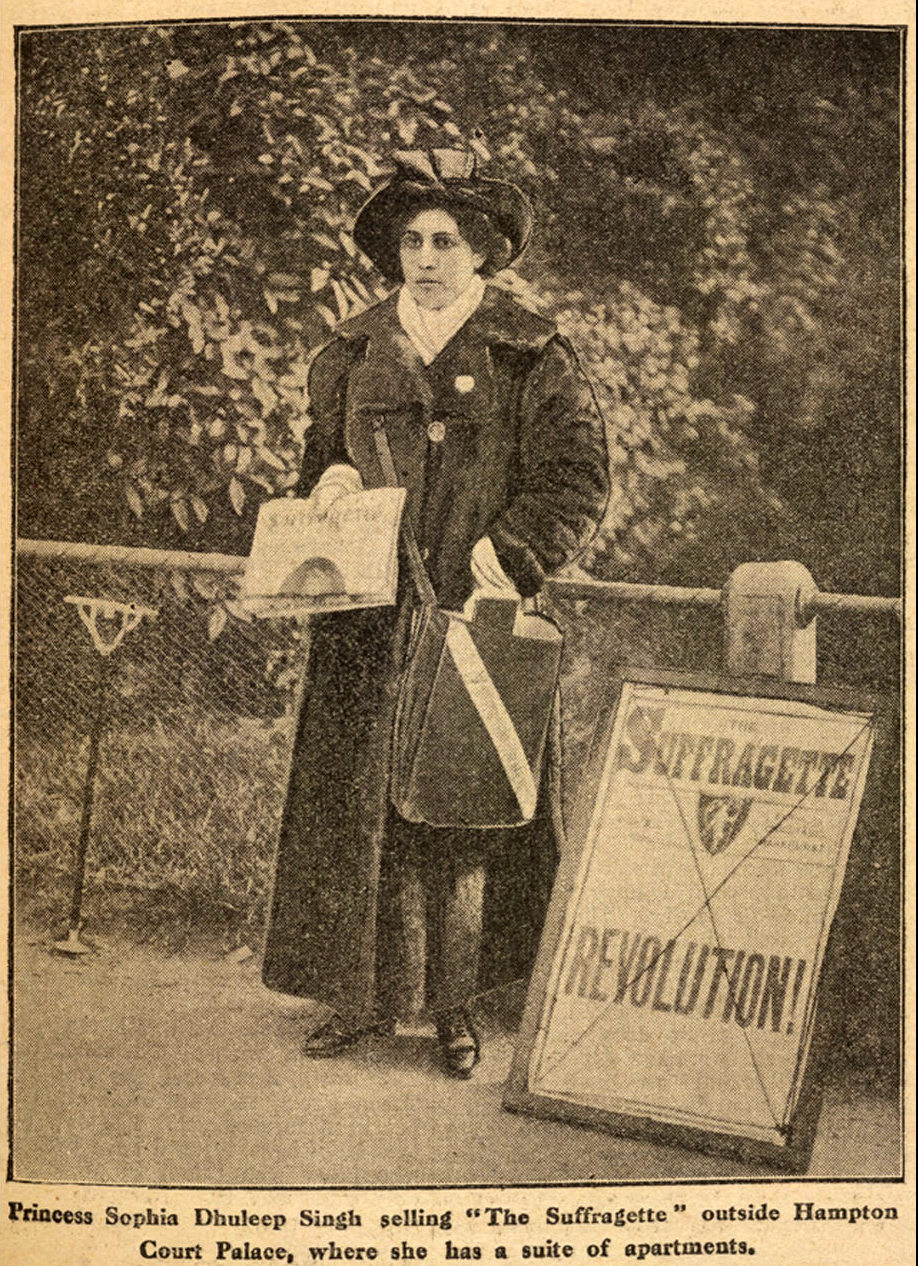
Foto in der Zeitung Suffragette am 21. April 1913

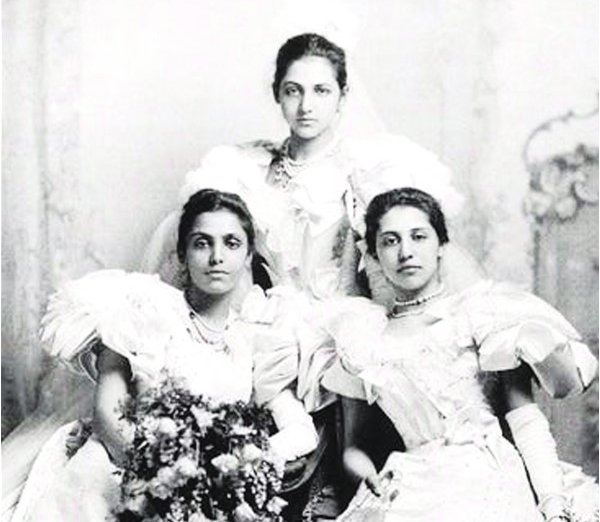
Sophia und ihre Schwestern Catherine und Bamba (von rechts) in Abendgarderobe (1892)

Prinzessin Sophia Alexandra Duleep Singh (geboren 8. August 1876 in Elveden, Forest Heath, England; gestorben 22. August 1948 in Tylers Green, Buckinghamshire, England) war eine britische Suffragette.

## Leben
Sophia Duleep Singh war eine Enkelin des Sikh-Herrschers Ranjit Singh, der von den Briten zur Abdankung gezwungen wurde, und eine Tochter des Maharadscha Duleep Singh, der im Exil in Großbritannien aufwuchs und dort lebte. Ihre Mutter war die Maharani Bamba Müller, ihre Patin war Königin Victoria. Ihre Mutter starb 1887, und ihr Vater heiratete ein zweites Mal; er starb 1893 und hinterließ jedem seiner neun Kinder eine beträchtliche Aussteuer. 1895 war Sophia Duleep Singh mit zwei ihrer vier Schwestern Debütantin bei Hof im Buckingham Palace. Queen Victoria gewährte ihr 1898 das Wohnrecht im Faraday House auf dem Anwesen des Hampton Court Palace.
In den Jahren 1903 und 1907 besuchte sie Indien und machte Bekanntschaft mit dortigen indischen Unabhängigkeitskämpfern wie Gopal Krishna Gokhale und Lala Lajpat Rai, ihren Brüdern wurden Reisen nach Indien von der Kolonialmacht aus politischen Gründen verwehrt. 1909 wurde sie von Una Dugdale für die Women’s Social and Political Union (WSPU) geworben und setzte sich fortan für das Frauenwahlrecht ein. Sie sprach auf öffentlichen Veranstaltungen und organisierte Spenden. Sie unterstützte die Women’s Tax Resistance League (WTRL) und wurde wegen der Steuerverweigerung wiederholt zu Geldstrafen verurteilt, aus politischen Gründen vermied es aber die englische Justiz, die Prinzessin einzusperren. Um die Steuern einzutreiben, wurde Schmuck von ihr beschlagnahmt und öffentlich versteigert. Die Versteigerungen wurden von der WTRL zum öffentlichen Tribunal für das Frauenwahlrecht genutzt. Am 18. November 1910, dem Schwarzen Freitag, nahm sie an einem Frauendemonstrationsmarsch zum House of Commons teil, der von Emmeline Pankhurst angeführt wurde. Die Frauen wurden auf Anordnung des Innenministers von der Polizei gewaltsam zurückgedrängt und einige wurden dabei ernsthaft verletzt. Duleep Singh ließ sich 1913 beim Straßenverkauf der Zeitung The Suffragette vor Hampton Court fotografieren. 1915 nahm sie nochmals an einer Demonstration von Arbeiterinnen teil. Ein Zensuswahlrecht für Frauen wurde in Großbritannien 1918 eingeführt, das allgemeine Frauenwahlrecht gab es ab 1928.
Während des Ersten Weltkriegs meldete Duleep Singh sich als Rotkreuzschwester und pflegte verletzte indische Soldaten der britischen Armee in England. 1924 fuhr sie ein weiteres Mal nach Indien, um die indische Suffragettenbewegung zu unterstützen, die in den 1920er Jahren Teilerfolge erzielen konnte; das allgemeine Wahlrecht kam aber erst mit der indischen Unabhängigkeit 1947.
Duleep Singh war bis zu ihrem Tod Mitglied der „Suffragette Fellowship“. Ihre ältere Schwester Prinzessin Catherine Hilda Duleep Singh (1871–1942) war ebenfalls in der WSPU aktiv. Sie lebte ab den zwanziger Jahren bis zu den Novemberpogromen 1938 in einer lesbischen Beziehung in Deutschland in Kassel-Mulang, als sie wegen des deutschen Rassismus nach England zurückkehren musste. Die Schwester Bamba ging nach Lahore zurück und sorgte als „Queen of Punjab“ für Unruhe in der britischen Kolonialverwaltung.